# Баллеруп (коммуна)
Баллеруп (дат. Ballerup Kommune) — датская коммуна в составе области Ховедстаден. Площадь — 34,09 км², что составляет 0,08 % от площади Дании без Гренландии и Фарерских островов. Численность населения на 1 января 2008 года — 47116 чел. (мужчины — 23115, женщины — 24001; иностранные граждане — 2994).

## Железнодорожные станции
- Баллеруп (Ballerup)
- Килледаль (Kildedal)
- Мальмпаркен (Malmparken)
- Молёу (Måløv)
- Скоулунне (Skovlunde)

## Изображения

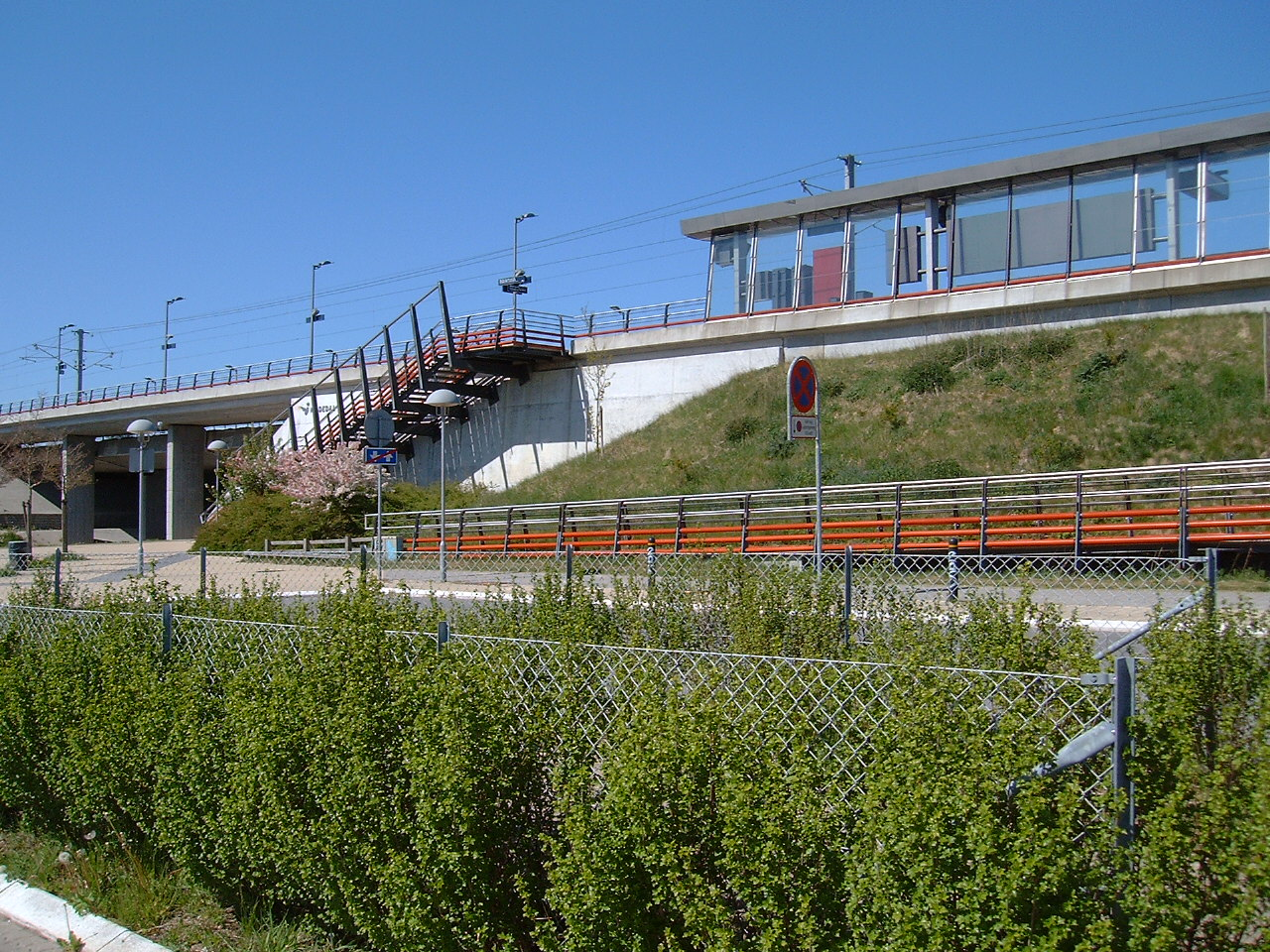
Килледаль